# Cuges-les-Pins
Cuges-les-Pins är en kommun i departementet Bouches-du-Rhône i regionen Provence-Alpes-Côte d'Azur i sydöstra Frankrike. Kommunen ligger  i kantonen Aubagne-Est som ligger i arrondissementet Istres. År 2022 hade Cuges-les-Pins 5 949 invånare.

## Befolkningsutveckling
Antalet invånare i kommunen Cuges-les-Pins
Referens:INSEE